# Signe Tandefelt
Signe Blanche Maria Tandefelt, född Ahrenberg 11 december 1879 i Helsingfors, död 27 april 1943, var en finländsk målare och konstkritiker. 
Signe Tandefelt var, vid sidan av sitt måleri, även verksam som konstkritiker vid Hufvudstadsbladet i tre decennier och fick därigenom en framträdande position i Helsingfors konstliv.
Konstnären Rabbe Enckells målning "Kritik" från 1922 föreställer Signe Tandefelt och kritikerkollegan Sigrid Schauman i färd att studera en målning på Enckells debututställning. I förgrunden står Enckell, som förskräckt ser på.
Finska Konstföreningen administrerar Signe Tandefelt-stipendier, som beviljas till bildkonstkritiker och andra som skriver om bildkonst.
Hon var dotter till Jac Ahrenberg och Widolfa von Engeström-Ahrenberg, 1904–1919 gift med Heikki Tandefelt samt mor till Claus Tandefelt.